# Murr (rivière)
Le Murr est une rivière d'Allemagne, affluent du Neckar dans le Bade-Wurtemberg.
Il donne son nom à la localité de Murr ainsi qu'à l'arrondissement de Rems-Murr qui est également nommé en référence à la rivière Rems, qui coule parallèlement plus au sud.

## Parcours
Sa source se trouve approximativement à 4 km au sud de la municipalité de Murrhardt. Il coule vers le nord-est avant de partir vers l'ouest. Après 7 km, il atteint Sulzbach an der Murr. Alors qu'il est le plus au nord, il reçoit la Lauter depuis le nord, en provenance de Spiegelberg.
Le Murr continue ensuite vers le sud-ouest, traverse Oppenweiler avant d'arriver à Backnang où son étroite vallée s'élargit. Les villes suivantes sur son cours sont Burgstetten, Kirchberg an der Murr, Steinheim an der Murr, et la ville de Murr elle-même, qui est située dans l'arrondissement de Ludwigsbourg.
Au nord de Marbach am Neckar, il rejoint le Neckar après un parcours de plus de 50 km au total.
Le Murr coule au sud des collines du Löwensteiner Berge (de), une grande partie de son cours se trouve dans le massif forestier des monts de Souabe et Franconie duquel le parc naturel du Naturpark Schwäbisch-Fränkischer Wald (de).